# Sur de California

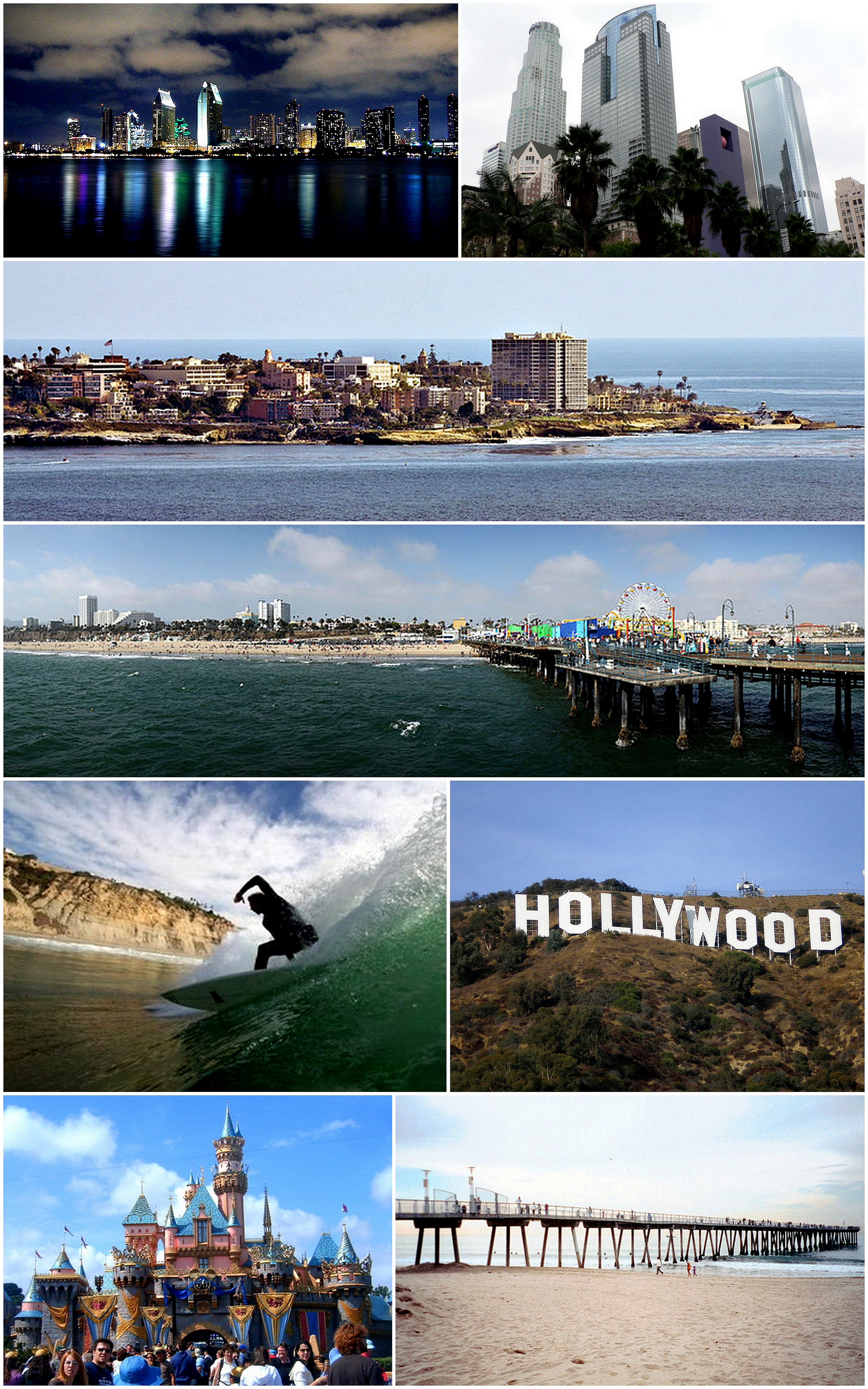
Montaje de ciudades del Sur de California

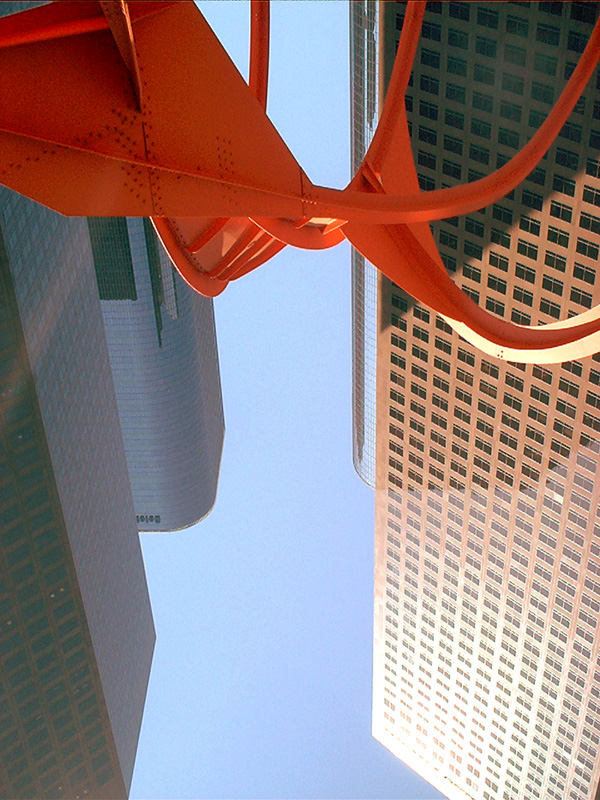
Muchas empresas tienen su sede en el Sur de California, en especial en Los Ángeles.

El Sur de California o California Meridional (en inglés: Southern California) corresponde al extremo meridional del estado estadounidense de California. Sus principales centros de población lo conforman las ciudades de Los Ángeles, San Diego, San Bernardino, y Riverside. Con sus más de 23 millones de personas, la región constituye el segundo conglomerado urbano más poblado del país.
No hay ninguna definición oficial para el límite norte del Sur de California. Sin embargo, la definición más usada para distinguir los límites es la de la sierra de Tehachapi, localizadas a 113 km al norte de Los Ángeles.
El oeste del Sur de California colinda con el océano Pacífico; al sur con la frontera internacional entre Estados Unidos y México; al este se encuentran los desiertos de Mojave y Colorado y el río Colorado con los límites estatales de Arizona y Nevada.

## Sur

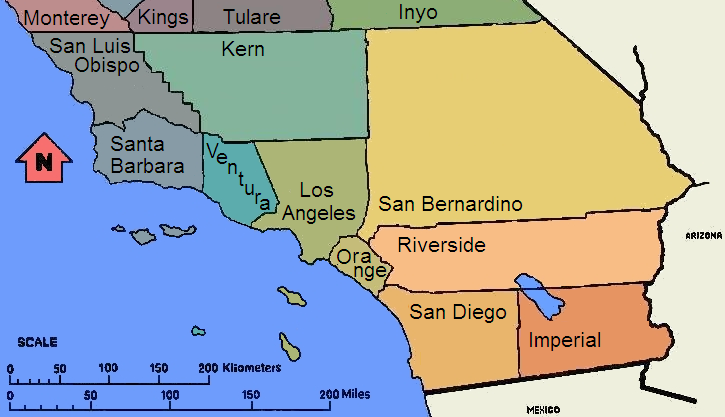
Condados del Sur de California

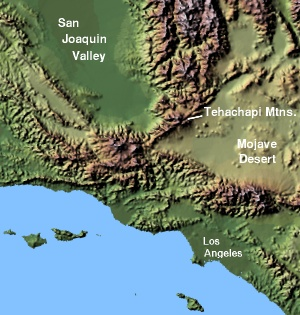
Sierra de Tehachapi

Los límites de la región del Norte está sujeta a una interpretación más amplia que aquellas del Oeste, Este y Sur. Los límites físicos más comunes son entre el «Sur de California» y el resto del estado es la sierra de Tehachapi [cita requerida], localizada a 70 millas (113 km) al norte de Los Ángeles, y las Cordilleras Transverse en el Condado de Santa Bárbara al oeste de Point Conception. Siete condados (ordenados en orden por población) son: Los Ángeles, San Diego, Orange, San Bernardino, Riverside, Ventura e Imperial, al igual que partes sur de Santa Bárbara.
Una definición más inclusiva, que coincide perfectamente con las líneas de condados utiliza el sexto paralelo estándar al sur del Monte Diablo (144 millas al sur del Mt. Diablo en 35°47′28″N)  que forma los límites del norte de los condados de San Luis Obispo, Kern y San Bernardino. El resto de los condados de Santa Bárbara, San Luis Obispo y Kern están incluidos hasta llegar a un total de diez condados.
| Condado                    | Población (enero de 2007; estimado) | Área (mi²) | Densidad (por mi²) |
| -------------------------- | ----------------------------------- | ---------- | ------------------ |
| Condado de San Bernardino  | 2,028,013                           | 20,105     | 100.9              |
| Condado de Los Ángeles     | 10,331,939                          | 4,061      | 2,544.2            |
| Condado de San Luis Obispo | 257,005                             | 3,304      | 77.8               |
| Condado de Ventura         | 825,512                             | 1,846      | 447.2              |
| Condado de San Diego       | 3,098,269                           | 4,200      | 737.7              |
| Condado de Riverside       | 2,031,625                           | 7,207      | 281.9              |
| Condado de Orange          | 3,098,121                           | 789        | 3,926.6            |
| Condado de Santa Bárbara   | 421,625                             | 2,737      | 145                |
| Condado de Kern            | 779,869                             | 8,141      | 95.8               |
| Condado de Imperial        | 172,672                             | 4,175      | 41.36              |
| Sur de California          | 23,044,650                          | 56,565     | 407.4              |

- Usando la sierra de Tehachapi como los límites del norte del Sur de California, junto con la Cordillera de sierra de Santa Ynez, Santa Bárbara. La ciudad de Santa Bárbara[3] es ampliamente considerada en el sur de California, debido al clima templado y la alineación hacia el oeste de la costa, pero  Bakersfield y la mayoría del Condado de Kern son comúnmente considerados como parte del Valle Central.

| Ciudad                                       | Población (2007; estimado) |
| -------------------------------------------- | -------------------------- |
| Santa Bárbara                                | 89,456                     |
| Goleta, Condado de Santa Bárbara             | 30,169                     |
| Carpintería, Condado de Santa Bárbara        | 14,123                     |
| Summerland CDP, Condado de Santa Bárbara     | 1,545 (censo de 2000)      |
| Isla Vista CDP, Condado de Santa Bárbara     | 18,344 (censo de 2000)     |
| Mission Canyon CDP, Condado de Santa Bárbara | 2,610 (censo de 2000)      |
| Toro Canyon CDP, Condado de Santa Bárbara    | 1,697 (censo de 2000)      |
| Hope Ranch, Condado de Santa Bárbara         | 2,200 (censo de 2000)      |
| Costa Sur del Condado de Santa Bárbara       | 170,144                    |
| Condado de Kern                              | 801,648                    |
| Los límites del SC que están disputados      | 971,792                    |

Fuente: https://web.archive.org/web/20071127010207/http://www.dof.ca.gov/HTML/DEMOGRAP/ReportsPapers/Estimates/E1/documents/e-1press.pdf

## Regiones

### Ciudades principales (más de 200,000 habitantes)
La población para las ciudades californianas son estimaciones del estado de California en 2008
- Los Ángeles - 4,045,873
- San Diego - 1,336,865
- Long Beach - 492,642
- Santa Ana - 353,184
- Anaheim - 346,823
- Riverside - 296,842
- Chula Vista - 231,305
- Irvine - 209,806
- Glendale - 207,157
- San Bernardino - 205,493
- Huntington Beach - 201,993
- Bakersfield - estimaciones de 300,000

### Ciudades (más de 100,000 habitantes)

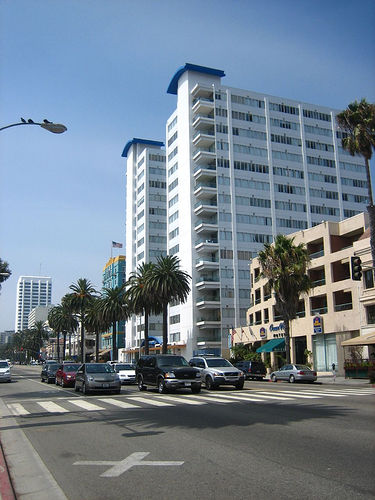
Centro de Santa Mónica

- Oxnard - 194,905
- Fontana - 188,498
- Moreno Valley - 183,860
- Oceanside - 178,806
- Santa Clarita - 177,045
- Rancho Cucamonga - 174,308
- Ontario - 173,690
- Garden Grove - 173,067
- Pomona - 163,405
- Torrance - 148,965
- Pasadena - 148,126
- Palmdale - 147,897
- Corona - 147,428
- Lancaster - 145,243
- Escondido - 143,389
- Orange - 140,849
- Fullerton - 137,437
- Thousand Oaks - 128,650
- El Monte - 126,053
- Simi Valley - 125,657
- Inglewood - 118,878
- Costa Mesa - 113,955
- Downey - 113,379
- West Covina - 112,666
- Norwalk - 109,695
- San Buenaventura - 108,261
- Burbank - 108,029
- Victorville - 107,408
- Carlsbad - 103,811
- South Gate - 102,816
- Temecula - 101,057
- Murrieta - 100,173

### Condados
Sur de la sierra de San Gabriel y San Bernardino
- Imperial
- San Diego
- Riverside
- Ventura
- Orange
- Los Ángeles
- San Bernardino
- Santa Bárbara
- San Luis Obispo
- Condado de Kern

#### Características geográficas

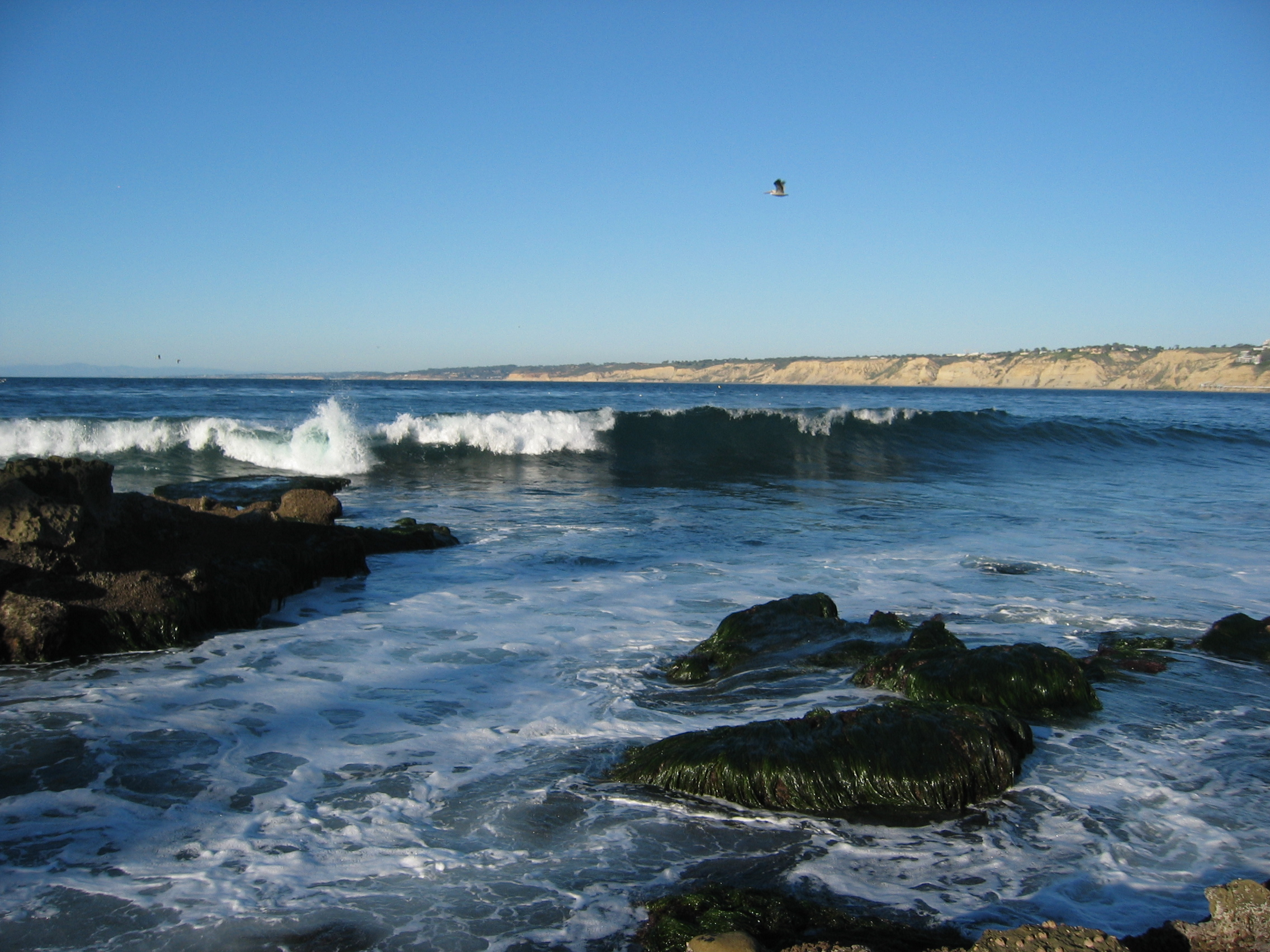
Vista desde La Jolla Cove en San Diego

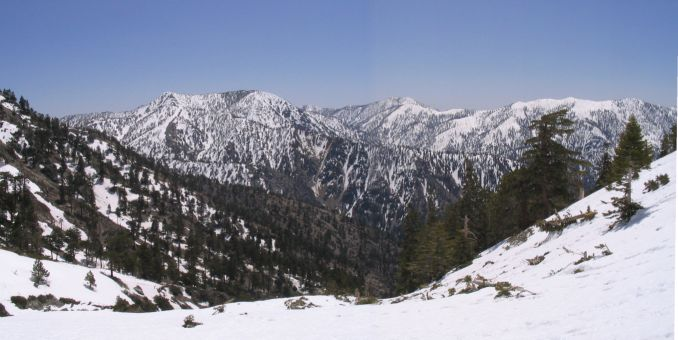
Horizonte en el este de las sierra de San Gabriel, Bosque Nacional Ángeles, condado de San Bernardino

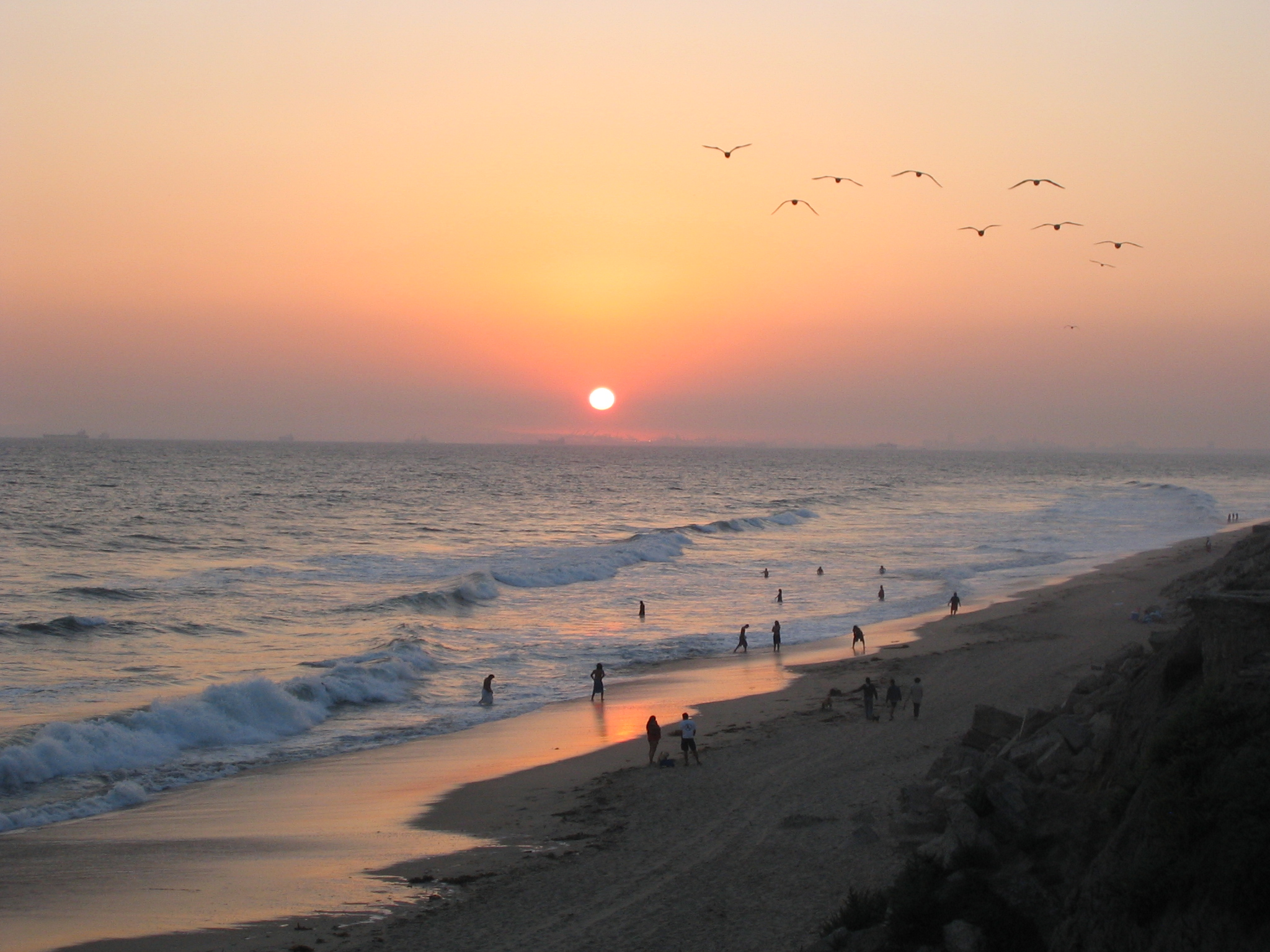
Horizonte en Huntington Beach

- Valle Antelope (condados de Los Ángeles y Kern)
- Ballona Humedales (condado de Los Ángeles)
- Lago Big Bear (San Bernardino)
- Cajón Pass (San Bernardino)
- Islas del Canal (Ventura)
- Valle Coachella (condado de Riverside)
- Río Colorado (San Bernardino, Riverside e Imperial)
- Conejo Valle (Ventura)
- Valle de Cucamonga (San Bernardino)
- Desierto High (Los Ángeles, Kern y San Bernardino)
- Falla Imperial (Imperial)
- Valle Imperial (Imperial)
- A-Ko-Pah montañas (condado de San Diego)
- Inland Empire (condados de Riverside, San Bernardino y parte de Los Ángeles)
- Montañas Jacumba (condado de San Diego)
- La Jolla Cove (condado de San Diego)
- montañas Lake (condado de San Diego)
- Lake Arrowhead (San Bernardino)
- Lago Casitas (Ventura)
- Lago Castaic (condado de Los Ángeles)
- Lago Piru (Ventura)
- Lakeview montañas (condado de Riverside)
- Cuenca de Los Ángeles (condado de Los Ángeles)
- Río de Los Ángeles (condado de Los Ángeles)
- Desierto (Imperial, Riverside y San Bernardino)
- Desierto de Mojave (Los Ángeles, Kern y San Bernardino)
- Laguna Mugu (Ventura)
- New River (Imperial)
- Orange Coast (condado de Orange)
- Oxnard llanura (Ventura)
- Palomar Montaña (condado de San Diego)
- Palos Verdes Peninsula (condado de Los Ángeles)
- Cordillera peninsular (condado de San Diego)
- Punta Mugu (Ventura)
- Valle de Pomona (Los Ángeles y San Bernardino)
- Puente Hills (condado de Los Ángeles)
- Lago Pirámide (condado de Los Ángeles)
- Río Hondo (condado de Los Ángeles)
- Valle de Saddleback (condado de Orange)
- Salton Sea (condados de Imperial y Riverside)
- Falla de San Andrés (Todos los condados)
- Sierra de San Bernardino (San Bernardino)
- Valle de San Bernardino (San Bernardino)
- Río San Diego (condado de San Diego)
- Valle de San Fernando (condado de Los Ángeles)
- Sierra de San Gabriel (Los Ángeles y San Bernardino)
- Río San Gabriel (condado de Los Ángeles)
- Valle de San Gabriel (condado de Los Ángeles)
- Sierra de San Jacinto (condado de Riverside)
- Bahía de San Pedro (condado de Los Ángeles)
- Sierra de Santa Ana (Los Ángeles, Riverside y Orange)
- Santa Ana del Río (condados de San Bernardino, Los Ángeles y Orange)
- Valle de Santa Ana (condado de Orange)
- Isla Catalina (condado de Los Ángeles)
- Río de Santa Clara (Ventura)
- Valle del Río de Santa Clara (Ventura)
- Valle de Santa Clarita (condado de Los Ángeles)
- Río Santa Margarita (condados de Riverside, Orange y San Diego)
- Bahía de Santa Mónica (condado de Los Ángeles)
- Sierra de Santa Mónica (Los Ángeles y Ventura)
- Sierra de Santa Susana (Los Ángeles y Ventura)
- Desierto de Sonora (condado de San Diego, Arizona, México)
- Río Tijuana (condado de San Diego)
- Ventura Río (Ventura)
- Valle Victor (San Bernardino)

## Transporte

### Aeropuertos
Las principales compañías aéreas y compañías aéreas comerciales que vuelan al sur de California;
- Aeropuerto Internacional de Los Ángeles
- Aeropuerto Internacional de San Diego
- Aeropuerto Internacional de San Bernardino
- Aeropuerto Internacional LA/Ontario
- Aeropuerto Regional LA/Palmdale
- Aeropuerto John Wayne
- Aeropuerto Bob Hope (Burbank)
- Aeropuerto de Long Beach
- Aeropuerto de Santa Bárbara
- Aeropuerto Internacional de Palm Springs
- Aeropuerto McClellan-Palomar
- Aeropuerto Oxnard
- Aeropuerto de Santa María
- Aeropuerto de Logística del Sur de California
- Aeropuerto Thermal

## Distritos financieros
Los siguientes son centros financieros en el Sur de California:
- Centro de Long Beach
- Centro de Los Ángeles
- Centro de Riverside
- Centro de San Bernardino
- Centro de San Diego
- Century City

## Transporte

### Autovías
Carreteras Interestatales
- Autovía Golden State/Autovía Santa Ana/Autovía San Diego/Autovía Montgomery (Interstate 5)
- Autovía Ocean Beach/Autovía Mission Valley (Interestatal 8)
- Autovía Santa Mónica (Rosa Parks)/Autovía Golden State/Autovía San bernardino/Indio (Dr. June McCarroll) Autovía/Autovía Blythe (Interestatal 10)
- Autovía de Mojave/Autovía Barstow/Autovía Ontario/Autovía Corona/Autovía del Valle de Temecula/Autovía Escondido (Interestatal 15)
- Autovía Century (Glenn Anderson) (Interestatal 105)
- Autovía Harbor (Interestatal 110)
- Autovía Foothill (Interestatal 210, se espera que sea expandida hacia la )
- Autovía Barstow/Autovía San Bernardino/Autovía Moreno Valley/Autovía Escondido (Interestatal 215)
- Autovía San Diego (Interestatal 405)
- Autovía del Río San Gabriel (Interestatal 605)
- Autovía Long Beach (Interestatal 710)
- Jacob Dekema Freeway (Interestatal 805)
- Futura Interestatal 905

Carreteras Federales
- Autovía Ventura/Autovía Hollywood/Autovía Santa Ana/El Camino Real (U.S. Route 101)

Rutas Estatales de California
Nota: los segmentos de carreteras con nombres en cursiva son calles, no autovías.
- Pacific Coast Highway (PCH)/Lincoln Boulevard/Sepulveda Boulevard/Oxnard Boulevard/Coast Highway/Camino las Ramblas (Ruta Estatal 1)
- Carretera Angeles Crest/Autovía Glendale/Santa Monica Boulevard (Ruta Estatal 2)
- Autovía del Valle Antelope (Ruta Estatal 14)
- Rosemead Boulevard/Lakewood Boulevard (Ruta Estatal 19)
- Séptima Calle/Autovía Garden Grove (Ruta Estatal 22)
- Decker Road/Mulholland Highway/Westlake Boulevard
- Topanga Canyon Boulevard
- Autovía Ojai (Ruta Estatal 33)
- San Gabriel Canyon Road/Azusa Avenue/Beach Boulevard
- Manchester Boulevard
- Autovía Terminal Island/Avenida Seaside/Puente Vincent Thomas
- Autovía Soledad
- Autovía South Bay/2.ª Calle
- Autovía Costa Mesa/Newport Boulevard (Ruta Estatal 55)
- Autovía Ted Williams (Ruta Estatal 56)
- Autovía Orange (Ruta Estatal 57)
- Autovía Pomna/Autovía Moreno Valley (Ruta Estatal 60)
- Foothill Boulevard y Calle E (también conocida como la Ruta Histórica 66)
- Julian Road/Autovía San Vicente
- Corona Expressway/Autovía Chino Valley (Ruta Estatal 71)
- Firestone Boulevard/Whittier Boulevard
- Corredor de Transporte San Joaquín Hills (peaje) (Ruta Estatal 73)
- Ortega Highway/Palms hacai Pines Highway (Ruta Estatal 74)
- Puente del Coronado-San Diego/Silver Strand Boulevard
- Avenida Mission/Pala Road/Cuyamaca Highway
- Autovía Vista/San Pasqual Valley Road
- Winchester Road/Temecula Parkway/Firefighter Steven Rucker Memorial Highway (Ruta Estatal 79)
- Ruta Histórica 80, oficialmente llamada Ruta del Condado Imperial S80 Barbara Worth Highway
- Avenida Euclid
- Indio Boulevard en la cual es una Ruta Histórica 99 (localmente conocida como la Carretera NAFTA, propuesta para que se llame como East Valley Parkway)
- Autovía Marina/Imperial Highway/Autovía Richard Nixon (Ruta Estatal 90)
- Artesia Boulevard/Autovía Gardena/Autovía Artesia/Autovía Riverside (Ruta Estatal 91)
- Autovía Martin Luther King Jr./Campo Road
- Hawthorne Boulevard
- Autovía Pasadena (Ruta Estatal 110)
- Grapefruit Boulevard (Nombre propuesto: Desert Cities Highway o Desert Resorts Highway)/Imperial Avenue
- Autovía Ronald Reagan (Ruta Estatal 118)
- Autovía La Mesa  (Ruta Estatal 125)
- Autovía Santa Paula (Ruta Estatal 126)
- Corredor Oriental de Transporte (peaje)/Laguna Canyon Road (State Route 133)
- Autovía Ventura (Ruta Estatal 134)
- Carbon Canyon Road
- Autovía Cabrillo (Ruta Estatal 163)
- Autovía Hollywood/Avenida Highland (Ruta Estatal 170)
- Calle Pierce (Nombre propuesto como Calle Salton Sea) y Box Canyon Road
- Catalina Boulevard/Calle Canon/Calle Rosecrans
- Autovía Foothill (se une con  en San Dimas, antes la )
- Avenida Western
- Foothill/Corredor Oriental de Transporte (peaje) (Ruta Estatal 241)
- Avenida Balboa
- 3.ª/4.ª Calle
- Cahuilla Road
- Autovía Otay Mesa/Otay Mesa Road ( una vez que la Autovía  esté  completa.)

### Empresas de transporte
- Metrolink
- Los Angeles County MTA, o Metro
- Tranvía de San Diego y el San Diego County MTS
- Orange County Transportation Authority
- OmniTrans (condado de San Bernardino)
- Santa Barbara MTD
- South Coast Area Transit (Condado de Ventura)
- NCTD (Norte del Condado de San Diego)
- COASTER (Oceanside hacia San Diego)
- The Sprinter (Oceanside hacia Escondido)
- Santa Mónica Big Blue Bus

### Líneas de cercanías del Metrolink
- Línea 91 (Union Station - Riverside-Downtown)
- Línea Antelope Valley (Union Station - Lancaster)
- Línea Inland Empire-Orange County (IEOC) (San Bernardino - San Juan Capistrano)
- Línea del Condado de Orange (Union Station - Oceanside)
- Línea Riverside (Union Station - Riverside-Downtown)
- Línea San Bernardino (Union Station - San Bernardino/Riverside-Downtown)
- Línea del Condado de Ventura (Union Station - Downtown Oxnard)

## Equipos deportivos
| Equipo                        | Deporte            | Liga                                       | Sede                     |
| ----------------------------- | ------------------ | ------------------------------------------ | ------------------------ |
| Los Angeles Avengers          | Arena football     | Arena Football League                      | Staples Center           |
| Los Angeles Angels of Anaheim | Béisbol            | American League (Grandes Ligas de Béisbol) | Angel Stadium of Anaheim |
| Los Angeles Dodgers           | Béisbol            | National League (Grandes Ligas de Béisbol) | Dodger Stadium           |
| San Diego Padres              | Béisbol            | National League (Grandes Ligas de Béisbol) | PETCO Park               |
| Los Angeles Clippers          | Basketball         | National Basketball Association            | Staples Center           |
| Los Angeles Lakers            | Basketball         | National Basketball Association            | Staples Center           |
| Los Angeles Chargers          | NFL                | AFC                                        | Sofi Stadium             |
| Los Angeles Rams              | NFL                | NFC                                        | Sofi Stadium             |
| Anaheim Ducks                 | Hockey sobre hielo | National Hockey League                     | Honda Center             |
| Los Angeles Kings             | Hockey sobre hielo | National Hockey League                     | Staples Center           |
| Chivas USA                    | Fútbol             | Major League Soccer                        | The Home Depot Center    |
| Los Ángeles Galaxy            | Fútbol             | Major League Soccer                        | The Home Depot Center    |